# هيرمان تشيو
هيرمان تشيو (بالصينية: 邱禮濤) هو كاتب سيناريو ومخرج وممثل صيني، ولد في 1961 بهونغ كونغ البريطانية في المملكة المتحدة.

## وصلات خارجية
- هيرمان تشيو على موقع IMDb (الإنجليزية)
- هيرمان تشيو على موقع ألو سيني (الفرنسية)
- هيرمان تشيو على موقع أول موفي (الإنجليزية)
- هيرمان تشيو على موقع قاعدة بيانات الفيلم (الإنجليزية)
- هيرمان تشيو على موقع كينوبويسك (الروسية)